# مایر-منهوف
مایر-منهوف (به انگلیسی: Mayr-Melnhof Karton AG) یک تولیدکننده در صنایع بسته‌بندی و مقوا است که در شهر وین اتریش واقع شده‌است.
۶۵٪ سهام این کارخانه همچنان به صورت خانوادگی از بدو تأسیس باقی‌مانده‌است.
مابقی سهام به صورت آزاد-شناور در سازمان بورس وین قابل نقل و انتقال هستند.

## کشورها
شرکت چند ملیتی بسته‌بندی مایر-منهوف در کشورهای اتریش، شیلی، آلمان، فرانسه، بریتانیا، ایران، اردن، لهستان، رومانی، روسیه، اسپانیا، ترکیه، تونس و اکراین کارخانه تحت پوشش بنا کرده‌است.

## مایر-منهوف در ایران
شرکت چاپ و بسته‌بندی مایر-منهوف تهران، از سال ۱۳۸۷ در جنوب تهران و در منطقه صنعتی مهدی‌آباد تأسیس گردید.